# Lodovico Lana

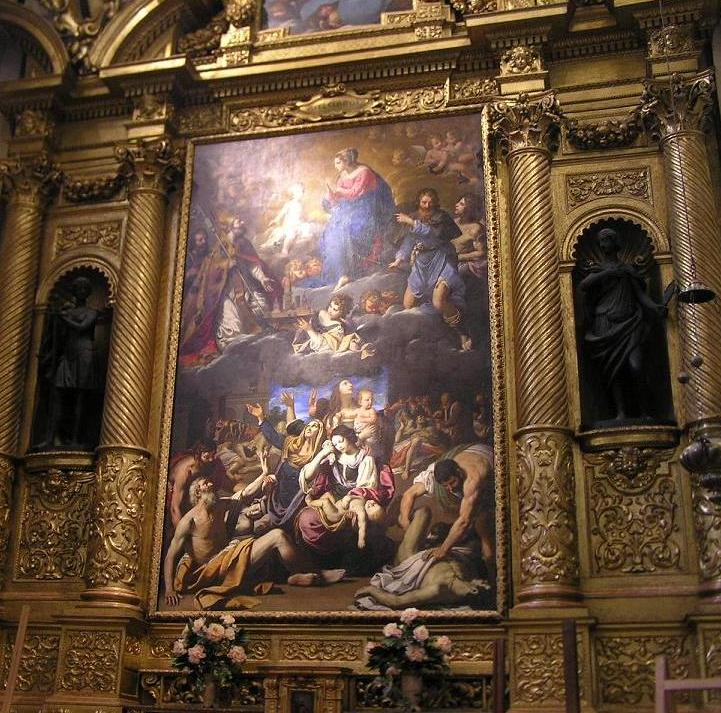
Pala d'altare nella navata sinistra della Chiesa del Voto a Modena

Lodovico Lana (Codigoro, 1597 – Modena, 1646) è stato un pittore italiano, che realizzò una sintesi personale dei grandi pittori emiliani della sua epoca, come Guido Reni e Giovanni Francesco Barbieri, detto il Guercino.

## Biografia
Era nato nel Ferrarese, sembra a Codigoro, da una famiglia proveniente da Brescia. La sua data di nascita si desume dall'atto di morte del 1646 in cui si afferma che aveva quarantanove anni e quindi va fissata al 1597.
La sua prima formazione artistica sembra sia dovuta allo Scarsellino e ad una breve permanenza a Bologna dove imperavano e tenevano scuola Guido Reni e Giovanni Francesco Barbieri detto il Guercino.
Dell'attività ferrarese di Lodovico Lana non ci rimane che qualche indicazione: doveva già avere raggiunto una qualche notorietà se nel 1619 si trasferì a Modena. Questa dal 1598 era la capitale del ducato estense, dopo che il papa Clemente VIII si era riappropriato di Ferrara, scomunicando il duca Cesare e minacciando il ricorso alle armi.
Gli esordi a Modena del Lana furono un po' faticosi, per la presenza del francese Boulanger che stava affrescando il palazzo ducale di Sassuolo. Risulta da documenti d'archivio che nel 1627 il duca Alfonso III d'Este prestò al pittore Lana un ritratto dell'amatissima moglie Isabella di Savoia  affinché ne facesse una copia: la duchessa era morta nel 1625 nel dare alla luce il quattordicesimo figlio in 17 anni di matrimonio, lasciando il marito in una disperazione tale che abdicò poi in favore del figlio Francesco I e si fece frate.
Il Lana continuò per tutta la vita ad operare a Modena lavorando per Francesco I e per la sua corte, per nobili modenesi e confraternite religiose: chiese e ottenne nel 1633 dal Consiglio della Comunità.
Nel 1630 raggiunse a Modena la terribile pestilenza e il Consiglio della Comunità, su proposta del duca, che si era ritirato a Rivalta di Reggio con la famiglia, e del vescovo Alessandro Rangoni, fece voto di erigere una chiesa dedicata alla Madonna non appena cessato il flagello della peste. Affidò quindi al Lana la realizzazione di un gonfalone con l'immagine della Madonna da portare soltanto nelle processioni annuali o «in qualche altro urgente bisogno» e da conservare sempre in Comune: il gonfalone, recentemente restaurato, è ancora custodito nella sala del vecchio Consiglio del palazzo comunale.  A Lodovico Lana fu inoltre commissionata una pala d'altare dedicata alla Madonna che sarà il capolavoro del pittore. La pala, di dimensioni enormi al di fuori dell'usuale, è ancora oggi sistemata nella chiesa e rappresenta in basso scene della peste e in alto la Madonna detta della Ghiara, che si venera a Reggio nella chiesa a lei dedicata, evidentemente scelta perché Reggio miracolosamente era stata risparmiata dalla peste: la Madonna è in adorazione del proprio Bambino in una gloria di angeli, mentre più sotto sono raffigurati san Geminiano, patrono di Modena, san Sebastiano e san Rocco, tradizionali protettori dalla peste, e sant'Omobono, perché nel giorno della sua festa non si erano verificati morti per peste, e l'offerta su un vassoio della città di Modena ben distinguibile dalla presenza della Ghirlandina e delle torri del Palazzo Comunale. È un quadro complesso in cui i due piani, quello della peste e quello della Madonna e dei santi, sono ben divisi e la luce illumina intensamente le figure in primo piano ben evidenti mentre quelle in secondo piano sono solo accennate. Nella chiesa del Voto, oltre alla grande pala della peste, c'è un Cristo in croce con le tre Marie e san Giovanni Evangelista pure del Lana.
Oltre alle numerose tele a tema religioso, Lodovico Lana dipinse episodi mitologici e alcuni ritratti come quello di Fulvio Testi conservato alla Galleria Estense di Modena e quello di una dama della corte estense, forse la duchessa Maria Farnese moglie di Francesco I, che fa parte della collezione Malvezzi nel comune di Dozza. Un ritratto particolarmente interessante è quello del liutista Girolamo Valeriani. Il dipinto venne scelto per una mostra romana del 1911 sul ritratto italiano, attribuendolo al Caravaggio, ma la scritta con l'indicazione del duca di Modena permise allo studioso d'arte tedesco Herman Voss, che contestava questa attribuzione, di risalire a Lodovico Lana. Questo fatto contribuì a riprendere gli studi e le valutazioni dell'opera del Lana che, molto noto in vita, era stato poi dimenticato dai critica e storici d'arte. 
Lodovico Lana fu anche un ottimo incisore e diverse sono le sue stampe che ci sono pervenute.
Nel 2003 il Comune di Modena, la Soprintendenza per il Patrimonio Storico, Artistico e Demoetnoantropologico di Modena e Reggio Emilia e la Banca Popolare dell'Emilia Romagna hanno promosso una mostra intitolata Ludovico Lana e la pittura emiliana del primo Seicento.
Tra i suoi discepoli si ricorda Carlo Brisighella.